# Tangarka zielonogłowa
Tangarka zielonogłowa (Tangara chilensis) – gatunek małego ptaka z podrodziny tanagr (Thraupinae) w rodzinie tanagrowatych (Thraupidae), zamieszkujący Amerykę Południową. Nie jest zagrożony wyginięciem.

## Taksonomia
Takson ten został po raz pierwszy opisany naukowo przez Nicholasa Aylwarda Vigorsa w 1832 roku. Autor błędnie założył, że holotyp odłowiono w Chile (obecnie wiadomo, że była to Boliwia, w Chile ptak ten nie występuje), i dlatego nadał gatunkowi nazwę Aglaïa Chilensis. Obecnie tangarkę zielonogłową umieszcza się w rodzaju Tangara. Wyróżnia się cztery podgatunki: T. c. chilensis (nominatywny), T. c. paradisea, T. c. caelicolor i T. c. chlorocorys.

## Występowanie
Ptak ten występuje w wilgotnych lasach Kolumbii, Wenezueli, Gujany, Surinamu, Gujany Francuskiej, Brazylii, Peru, Ekwadoru i Boliwii. Występuje na tych terenach cały rok, w małych stadkach liczących 10 osobników, często także w towarzystwie innych tanagr. Spotykany do wysokości 1100 m n.p.m.
Poszczególne podgatunki zamieszkują:
- T. c. paradisea – południowo-wschodnia Wenezuela, region Gujana i północna Brazylia
- T. c. caelicolor – wschodnia Kolumbia, południowa Wenezuela i północno-zachodnia Brazylia
- T. c. chlorocorys – północno-środkowe Peru
- T. c. chilensis – środkowa Kolumbia przez wschodni Ekwador i wschodnie Peru do zachodniej Boliwii i zachodniej Brazylii

## Morfologia
Wymiary
Długość ciała 12–13 cm; masa ciała 16–17 g (podgatunek paradisea), 17–27 g (podgatunek nominatywny i chlorocorys).
Tangarka ta ma głowę koloru limetkowozielonego. Skrzydła (lotki i tarcze) wraz z szyją i dziobem czarne. Podgardle koloru indygowego, natomiast brzuszek razem z obojczykiem błękitne. Dolna część grzbietu i kuper całe jasnoczerwone albo przechodzące w pomarańczowe na pokrywach nadogonowych. Brak dymorfizmu płciowego. Między podgatunkami istnieją nieznaczne różnice w upierzeniu.

## Ekologia i zachowanie
Są to płochliwe ptaki, które unikają człowieka, rzadko odpoczywają.
Podobnie jak w przypadku tangarki berylowej (Tangara nigroviridis) gniazdo w kształcie czarki zrobione z traw. Samica składa 2–5 białych jaj z czerwonym lub fioletowym plamkowaniem.
Samiec w okresie godowym wydaje głośnie, ostrzegawcze yeri yeri. Stąd nazwa tego ptaka u Indian z plemienia Yuracae zamieszkujących tereny Boliwii.
Pokarm
Drobne owoce, w tym jagody, rzadziej stawonogi takie jak pająki, koniki polne (Caelifera) czy larwy owadów. Żeruje zwykle wysoko w koronach drzew, ale od czasu do czasu zlatuje niżej do średniego piętra lasu, szybko przemieszczając się między gałęziami podczas żerowania, bądź jeszcze niżej – do owocujących krzewów.

## Status
Międzynarodowa Unia Ochrony Przyrody (IUCN) uznaje tangarkę zielonogłową za gatunek najmniejszej troski (LC – Least Concern) nieprzerwanie od 1988 roku. Liczebność światowej populacji nie została oszacowana, ale ptak ten opisywany jest jako pospolity. Trend liczebności populacji uznawany jest za spadkowy ze względu na utratę siedlisk.